# الصحة في ألبانيا

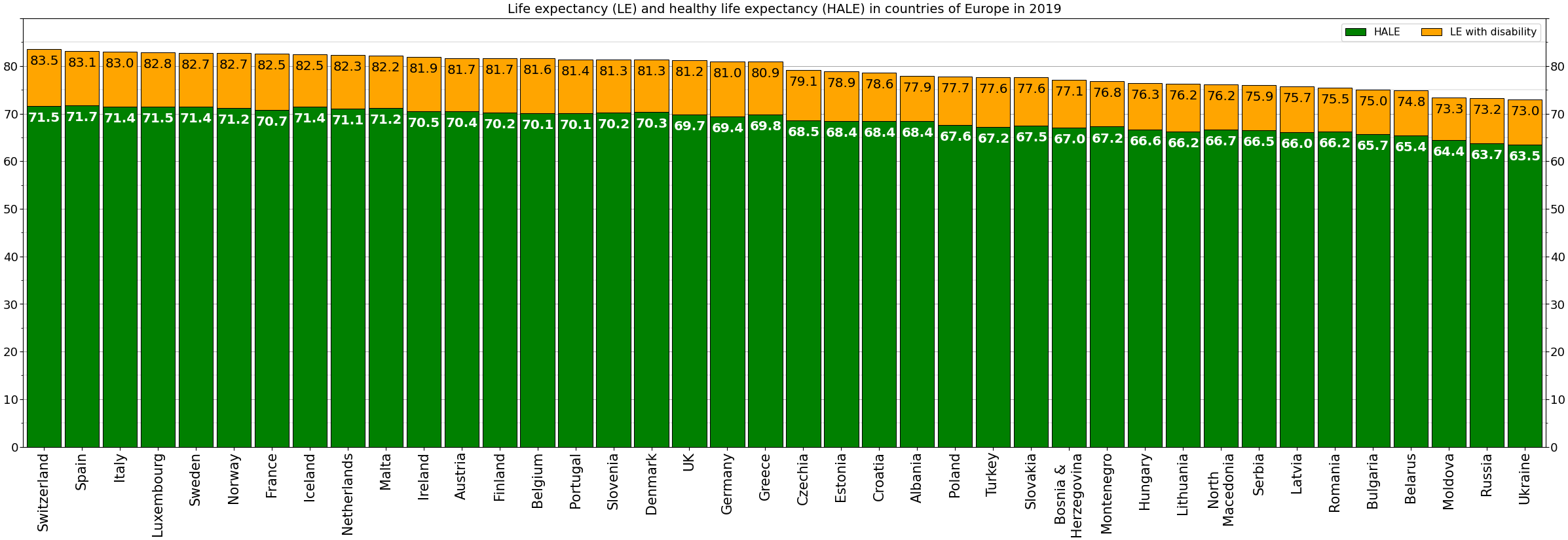
مقارنة متوسط العمر المتوقع والصحي في ألبانيا وأوروبا (2019)

قُدر متوسط العمر المتوقع في ألبانيا بـ 77.59 عامًا, في عام 2014, لتحتل المرتبة 51 في العالم, وتتفوق في الأداء على عدد من دول الاتحاد الأوروبي, مثل المجر وبولندا وجمهورية التشيك. في عام 2016 كانت النسبة 74 للرجال و 79 للنساء. أكثر أسباب الوفاة شيوعًا هي أمراض الدورة الدموية تليها الأمراض السرطانية. أكملت المسوحات الديموغرافية والصحية دراسة استقصائية في أبريل 2009, توضح بالتفصيل الإحصائيات الصحية المختلفة في ألبانيا, بما في ذلك ختان الذكور والإجهاض وغير ذلك.
ينعكس التحسن العام للظروف الصحية في البلاد في انخفاض معدل الوفيات, حيث انخفض إلى ما يقدر بنحو 6.49 حالة وفاة لكل 1,000 في عام 2000, مقارنة بـ 17.8 لكل 1,000 في عام 1938. في عام 2000, قدر متوسط العمر المتوقع بـ 74 عامًا, مقارنة بـ 38 عامًا في نهاية الحرب العالمية الثانية. انخفض معدل وفيات الرضع في ألبانيا, المقدر بـ 20 لكل 1000 مولود حي في عام 2000, على مر السنين منذ المعدل المرتفع البالغ 151 لكل 1,000 مولود حي في عام 1960. كان هناك 69,802 مولود في 1999 ومعدل الخصوبة 2.5 في 1999 بينما معدل وفيات الأمهات 65 لكل 100,000 ولادة حية في 1993. بالإضافة إلى ذلك, في عام 1997, كان لدى ألبانيا معدلات تحصين عالية للأطفال حتى سن عام واحد: مرض السل بنسبة 94 % ؛ الدفتريا والسعال الديكي والتيتانوس 99%؛ الحصبة 95%؛ وشلل الأطفال 99.5%. في عام 1996, كانت حالات الإصابة بالسل 23 لكل 100,000 شخص. وفي عام 1995, تم الإبلاغ عن حالتين من حالات الإصابة بالإيدز وسبع حالات في عام 1996. في عام 2000, قدر عدد الأشخاص المصابين بفيروس نقص المناعة البشرية / الإيدز بأقل من 100. الأسباب الرئيسية للوفاة هي أمراض القلب والأوعية الدموية والصدمات والسرطان وأمراض الجهاز التنفسي. في عام 2015, كان لا يزال لديه أعلى معدل وفيات في أوروبا, عند 766 لكل 100,000 من السكان, وهو أعلى معدل للوفاة من الأمراض غير المعدية (672 لكل 100,000) وثاني أعلى معدل للمدخنين الذكور في أوروبا - 51%.
تأسس المعهد الألباني للصحة العامة في تيرانا عام 1935.
أصبحت ألبانيا عضوًا في منظمة الصحة العالمية في 26 مايو 1947.